# Adam Seybert
Adam Seybert (16 de maio de 1773 - 2 de maio de 1825) representou a Pensilvânia na Câmara dos Representantes dos EUA de 10 de outubro de 1809 a 3 de março de 1815.
Adam Seybert nasceu na Filadélfia, Pensilvânia. Ele completou o curso de Medicina na Universidade da Pensilvânia na Filadélfia em 1793 e continuou seus estudos na Europa, onde frequentou escolas em Edimburgo, Gotinga e Paris. Ele voltou para a Filadélfia e se dedicou à Química e à Mineralogia. Ele foi eleito membro da American Philosophical Society em 1797 e membro da Academia de Artes e Ciências dos Estados Unidos em 1824.
Seybert foi eleito democrata-republicano para o Décimo Primeiro Congresso para preencher a vaga causada pela renúncia de Benjamin Say. Foi reeleito para o XII e o XIII Congressos. Ele foi presidente do Comitê de Revisão e Negócios Inacabados da Câmara dos Estados Unidos durante o 12º Congresso. Ele foi novamente eleito para o Décimo Quinto Congresso. Ele visitou a Europa de 1819 a 1821 e novamente em 1824 e se estabeleceu em Paris, França, onde morreu em 2 de maio de 1825. Ele foi enterrado no Cemitério Laurel Hill na Filadélfia. 